# STAT3
Le STAT3 (pour « Signal transducer and activator of transcription 3 ») est un facteur de transcription appartenant à la STAT. Son gène est le STAT3 situé sur le chromosome 17 humain.

## Rôles
Il régule la synthèse de plusieurs microARNs et intervient dans l'inflammation, l'apoptose et l'immunité. Il favorise l'angiogenèse par la prolifération des cellules musculaires lisses vasculaires et de l'intima, notamment par l'activation du facteur de croissance de l’endothélium vasculaire par le biais de l'interleukine 6.
Membre de la famille des protéines STAT, ce facteur de transcription est activé en réponse à une stimulation par des cytokines (comme l'IL-6, notamment) ou des facteurs de croissance. La fixation de protéines membres de la famille des IL-6 (IL-6, LIF, CNTF, etc.) induit une activation de Src, puis de JAK2 qui phosphoryle STAT3. En réponse à ces signaux (cytokines et facteurs de croissance), les membres de la famille STAT sont phosphorylés par des kinases présentes sur le domaine intracytosolique du récepteur membranaire au signal. La phosphorylation précède l'homodimérisation ou l'hétérodimérisation des facteurs STAT qui subissent alors une translocation nucléaire leur permettant d'agir ainsi (avec une plus forte affinité sous forme de dimère) avec un promoteur d'un gène afin de promouvoir la transcription de certains gènes en réponse au signal de base.
STAT3 est activée grâce (notamment) à une phosphorylation sur son résidu Tyrosine 705 (par exemple, par les Janus kinases) et éventuellement en Sérine 727 également. Ces phosphorylations peuvent se faire en réponse à une stimulation par des interférons, de l'EGF, des interleukines (IL-5, IL-6, etc.), des hormones comme la leptine, etc.
STAT3 permet l'expression et la stimulation de la transcription de nombreux gènes en réponses à des stimuli. Il semblerait que STAT3 ait des rôles dans la différenciation, l'apoptose mais aussi la mitose et la croissance cellulaire.
STAT3 voit son activité régulée par une GTPase, Rac1, se fixant au facteur de transcription STAT3. La protéine PIAS3, elle, est connue pour être un inhibiteur spécifique de STAT3. 
STAT3 expression can be regulated by notch signalling.  

## Cible thérapeutique
L'inhibition du STAT3 semble prometteur dans de nombreuses maladies, dont le psoriasis ou certains cancers (par inhibition de l'angiogenèse). Elle constitue une piste pour le traitement de l'athérome et de l'hypertension artérielle pulmonaire. 
Cette action est menée par l'administration d'oligonucléotides inhibant l'expression du gène de la protéine.